# K-9 (Fernsehserie)
K-9 ist eine britisch-australische Science-Fiction-Fernsehserie. Sie ist ein Ableger der seit 1963 ausgestrahlten britischen Fernsehserie Doctor Who und lief von 2009 bis 2010 auf Disney XD.

## Handlung

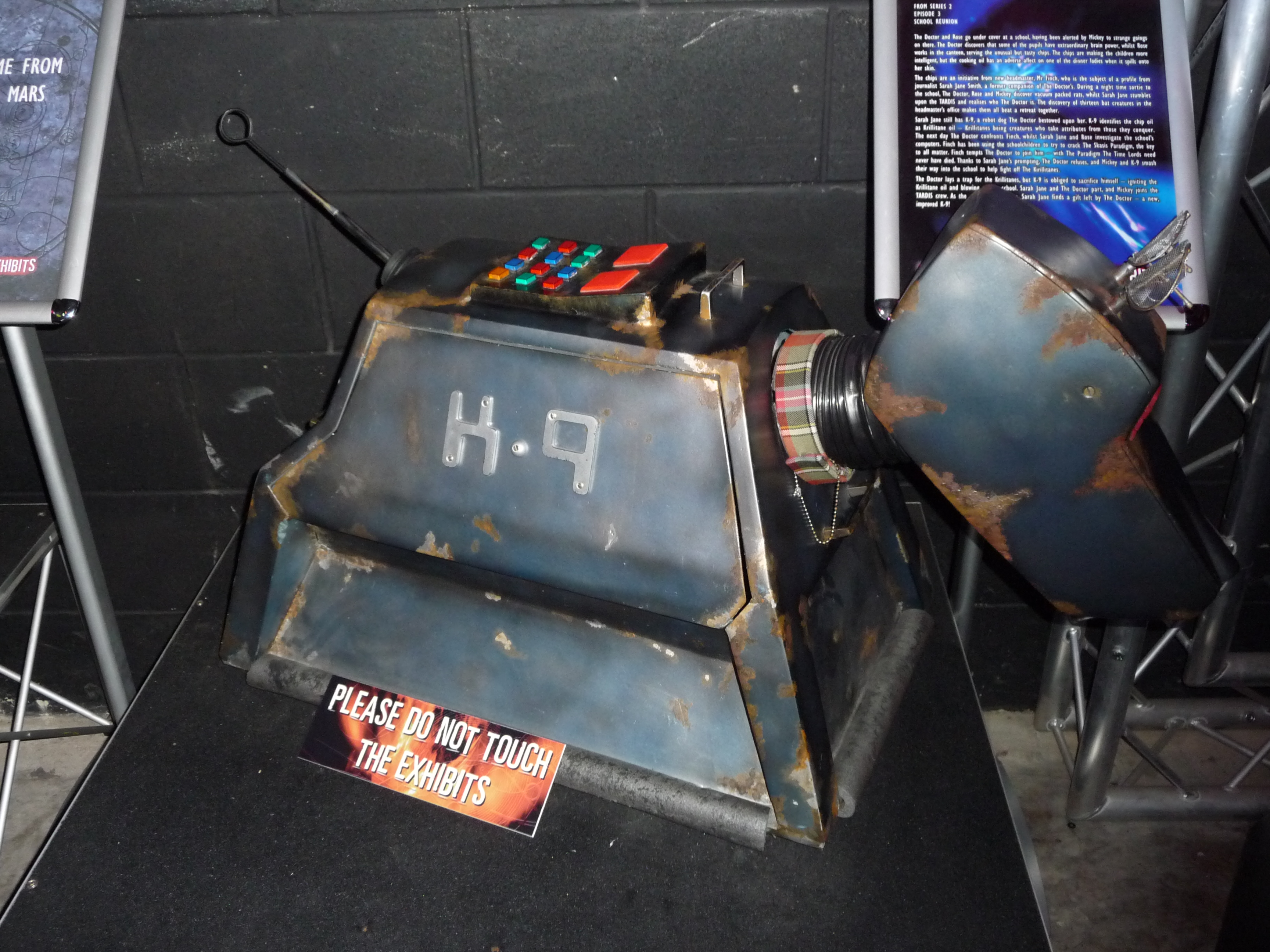
Der Roboterhund K-9 auf einer Doctor-Who-Ausstellung in Cardiff im Jahr 2010

Die Serie spielt 2050 in London. Die Menschen stehen in einem Roboterpolizeistaat unter ständiger Bewachung. Die Kinder Starkey und Jorjie versuchen der Polizei zu entkommen und flüchten in das Haus des Wissenschaftlers Professor Gryffen. Dort treffen sie auf den Roboterhund K-9. Als die Kinder durch Aliens in Gefahr geraten, opfert K-9 sich selbst, um die Kinder zu retten. Er regeneriert in ein besseres Model, das fliegen kann. Allerdings verliert er dabei einen Teil seiner Erinnerung. Von nun an bekämpft er gemeinsam mit den Freunden Starkey, Jojie und Darius, sowie dem Professor Gryffen Aliens.

## Besetzung
| Darsteller         | Rollenname                 |
| ------------------ | -------------------------- |
| John Leeson        | K-9                        |
| Robert Moloney     | Professor Alistair Gryffen |
| Philippa Coulthard | Jorjie Turner              |
| Keegan Joyce       | Starkey                    |
| Daniel Webber      | Darius                     |
| Robyn Moore        | June Turner                |
| Connor Van Vuuren  | Drake                      |
| Jared Robinsen     | Thorne                     |

## Hintergrund
K-9, Schreibung auch K9 von dem englischen Wortspiel ca-nine für Hund oder Hundestaffel, wurde in Brisbane gedreht und spielt in London 2050. Die Produzentin der Serie ist Penny Wall.
Der Roboterhund K-9 wurde 1977 von Bob Baker und Paul Tams entwickelt. Seitdem ist er in mehreren Doctor-Who-Episoden, sowie in den Sarah Jane Adventures erschienen. 2011 wurde mit K-9 eine britisch-australische Spin-off-Serie zu Doctor Who ausgestrahlt. Allerdings hat die Serie außer dem Hauptcharakter K-9 und dessen Sprecher John Leeson nicht viel mit der Mutterserie Doctor Who gemein. Dieses liegt unter anderem daran, dass die BBC bei diesem Spin-off nicht involviert war und damit die Rechte für die Verfilmung der Figuren der Cybermen, der Judoon oder der Daleks nicht vorlagen. Ausschließlich die Wesen, die nur in den 1960er und 1970er Jahren in Doctor Who gezeigt wurden, durften in K-9 auftreten. Die Rechte für den Roboterhund K-9 lagen bei den Erfindern Bob Baker und Paul Tams und nicht bei der BBC, daher durfte dieser ebenfalls in der Serie auftreten.
Die Serie ist in Großbritannien, Australien und den Vereinigten Staaten auf DVD erschienen.

## Episodenliste
| Nr. | Deutscher Titel | Originaltitel                    | Erstausstrahlung Großbritannien & Irland | Deutschsprachige Erstausstrahlung (D) | Regie                       | Drehbuch                                                    |
| --- | --------------- | -------------------------------- | ---------------------------------------- | ------------------------------------- | --------------------------- | ----------------------------------------------------------- |
| 1   | —               | Regeneration                     | 31. Okt. 2009                            | —                                     | David Caesar, Mark DeFriest | Shayne Armstrong, S.P. Krause                               |
| 2   | —               | Liberation                       | 18. Jan. 2010                            | —                                     | David Caesar, David Napier  | Shayne Armstrong, S.P. Krause                               |
| 3   | —               | The Korven                       | 3. Apr. 2010                             | —                                     | Karl Zwicky                 | Tim Pye                                                     |
| 4   | —               | The Bounty Hunter                | 4. Apr. 2010                             | —                                     | James Bogle                 | Ian McFadyen                                                |
| 5   | —               | Sirens of Ceres                  | 10. Apr. 2010                            | —                                     | Daniel Nettheim             | Deborah Parsons                                             |
| 6   | —               | Fear Itself                      | 11. Apr. 2010                            | —                                     | Karl Zwicky                 | Everett DeRoche, Graeme Farmer                              |
| 7   | —               | The Fall of The House of Gryffen | 17. Apr. 2010                            | —                                     | Daniel Nettheim             | Shayne Armstrong, S.P. Krause                               |
| 8   | —               | Jaws of Orthrus                  | 17. Apr. 2010                            | —                                     | James Bogle                 | Lindsay James                                               |
| 9   | —               | Dream-Eaters                     | 18. Apr. 2010                            | —                                     | Daniel Nettheim             | Jim Noble                                                   |
| 10  | —               | Curse of Anubis                  | 24. Apr. 2010                            | —                                     | Karl Zwicky                 | Jim Noble                                                   |
| 11  | —               | Oroborus                         | 25. Apr. 2010                            | —                                     | Daniel Nettheim             | Deborah Parsons                                             |
| 12  | —               | Alien Avatar                     | 1. Mai 2010                              | —                                     | Karl Zwicky                 | Graeme Farmer                                               |
| 13  | —               | Aeolian                          | 2. Mai 2010                              | —                                     | Karl Zwicky                 | Dave Warner                                                 |
| 14  | —               | The Last Oak Tree                | 8. Mai 2010                              | —                                     | Dale Bradley                | Jim Noble                                                   |
| 15  | —               | Black Hunger                     | 9. Mai 2010                              | —                                     | James Bogle                 | Chris Roachee                                               |
| 16  | —               | The Cambridge Spy                | 15. Mai 2010                             | —                                     | Mark DeFriest               | Jason Bourque                                               |
| 17  | —               | Lost Library of UKKO             | 16. Mai 2010                             | —                                     | Mark DeFriest               | Deborah Parsons                                             |
| 18  | —               | Mutant Copper                    | 22. Mai 2010                             | —                                     | James Bogle                 | John O’Brien                                                |
| 19  | —               | Mutant Copper                    | 23. Mai 2010                             | —                                     | James Bogle                 | Shayne Armstrong, S.P. Krause                               |
| 20  | —               | Taphony and the Time Loop        | 2. Okt. 2010                             | —                                     | Mark DeFriest               | Shayne Armstrong, S.P. Krause, Anthony Morris, Graeme Farme |
| 21  | —               | Robot Gladiators                 | 16. Okt. 2010                            | —                                     | James Bogle                 | Jim Noble                                                   |
| 22  | —               | Mind Snap                        | 23. Okt. 2010                            | —                                     | David Napier                | Bob Baker, Paul Tams                                        |
| 23  | —               | Angel of The North               | 30. Okt. 2010                            | —                                     | James Bogle                 | Bob Baker                                                   |
| 24  | —               | The Last Precinct                | 6. Nov. 2010                             | —                                     | James Bogle                 | Shayne Armstrong, S.P. Krause                               |
| 25  | —               | Hound of the Korven              | 13. Nov. 2010                            | —                                     | Mark DeFriest               | Shayne Armstrong, S.P. Krause                               |
| 26  | —               | The Eclipse of the Korven        | 20. Nov. 2010                            | —                                     | David Napier                | Shayne Armstrong, S.P. Krause                               |

## Rezeption

### Auszeichnungen
Screen Music Awards, Australia
- 2011 Best Music for Children’s Television (Christopher Elves)[7]

### Kritiken
Das SFX Magazin schrieb, dass K-9 weit entfernt davon wäre, brillant zu sein. Die Serie zeige einige schäbige Effekte und setze sonderbare Akzente. Die Außerirdischen würden lächerlich ungeschickt wirken. Die Zuschauer würden bei weitem nicht so emotional in die Serie involviert werden, wie in die Mutterserie Doctor Who. Allerdings habe die Serie auch ihren Charme. Für Kinder sei sie eventuell ein guter Weg, um ins Doctor Who Universum einzusteigen. Laut DVD Corner startete die Serie gut mit der Pilot-Episode Regeneration. Allerdings werde sie nach der Regeneration von K-9 deutlich schlechter, erst gegen Ende werde die Serie wieder etwas besser. Die Zuschauer könnten sich nur sehr langsam an die Charaktere gewöhnen. Die Drehbuchautoren würden darum kämpfen, den richtigen Ton und geeignete Handlungsbögen für die Show zu finden. Für eine Kinderserie sei die Serie etwas zu deprimierend und bizarr. John Leeson als die Stimme des K-9 sei hingegen der Star der Serie. Sein komödiantisches Timing und sein preisverdächtiges Voice-over brächten die liebenswerte Roboter-Figur zum Leben. Außerdem seien die Darstellungen von Robert Moloney als Professor Gryffen, Philippa Coulthard als Jorjie, und Jared Robinsen als Thorne hervorragend. Insgesamt sei die Serie ebenso lustig, wie frustrierend. Es sei es jedoch wert, sich die Serie anzusehen. Dazu tragen insbesondere der Titelcharakter sowie einige Doctor-Who-Hinweise bei.